# Andreas Fromm

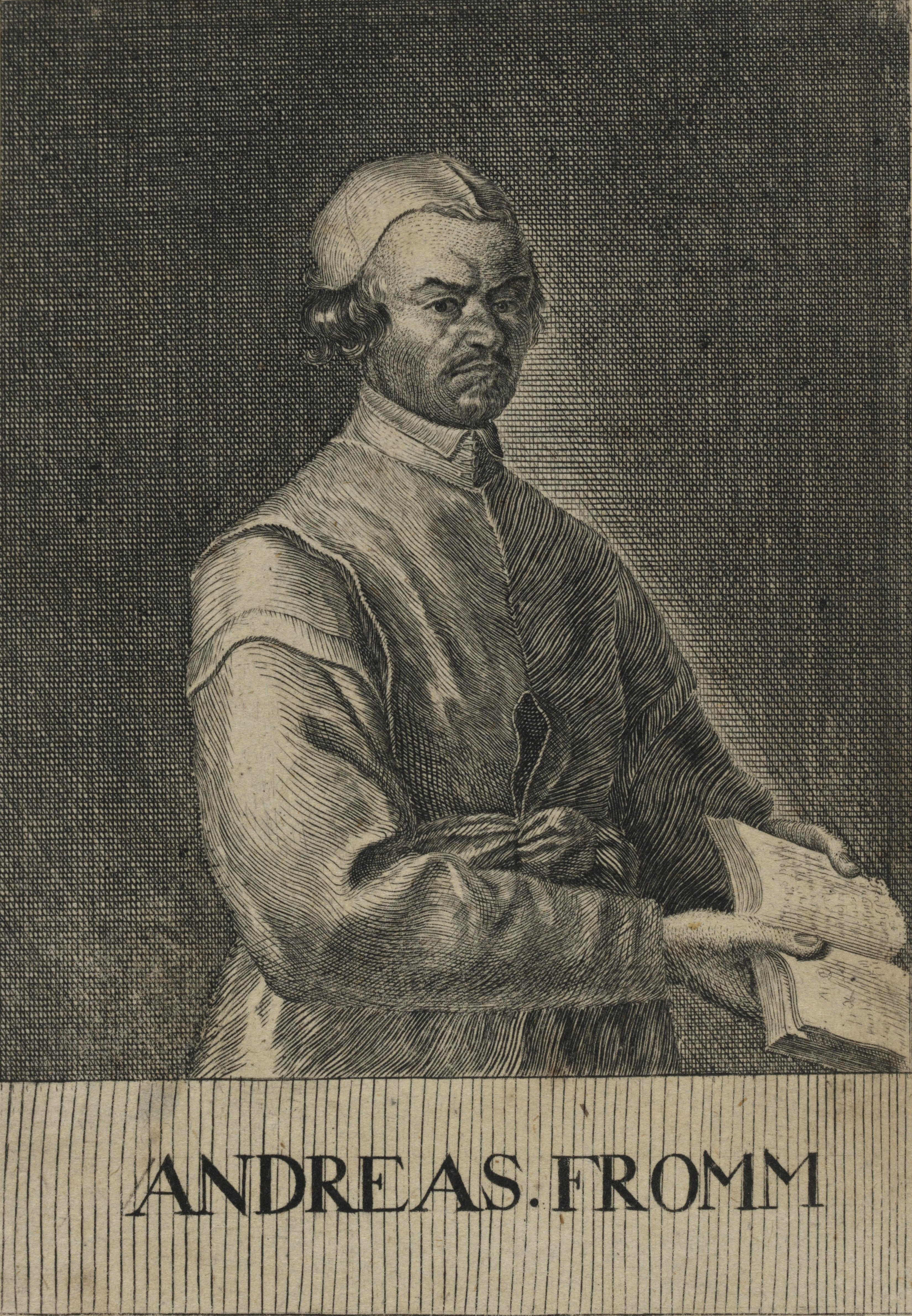
Andreas Fromm; Stich aus dem 18. Jahrhundert nach einem Gemälde von Karel Škréta

Andreas Fromm (* 1621 in Plänitz; † 16. Oktober 1683 in Strahov) war ein deutscher Pädagoge, Komponist, evangelischer und katholischer Theologe.

## Leben
Geboren als Sohn des lutherischen Pfarrers von Plänitz Andreas Fromm und seiner Frau Magarethe, der Tochter des Perleberger Superintendenten Daniel Michaelis, verlor er bereits früh seine Mutter. Gefördert von seiner Familie studierte er evangelische Theologie in Frankfurt/Oder und Wittenberg, wo er den Magistergrad erwarb. Nach kurzer Tätigkeit an der Schule in Altdamm wurde er 1648 Kantor an der Marienkirche und Professor der Musik am Marienstiftsgymnasium, dem fürstlichen Pädagogium in Stettin. 1651 trat er, nachdem er zuvor an der Universität Rostock den akademischen Grad eines Lizentiaten erworben hatte, das Amt des Propstes an St. Petri und Konsistorialrats in der brandenburgischen Residenzstadt Kölln an. Ebenfalls im Jahre 1651 heiratete er.
Hier hoffte der reformierte Kurfürst Friedrich Wilhelm von Brandenburg bei seinem Versuch, ein Ende der Polemiken zwischen den reformierten und den lutherischen Theologen zu erreichen, auf Fromms irenischen Einfluss. Dieser hatte sich zuvor den Reformierten, insbesondere dem Hofprediger Stosch, angenähert. Nach dem Berliner Religionsgespräch 1662/63 und den Toleranzreversen, zu deren Unterzeichnung die lutherische Geistlichkeit gezwungen wurde, kamen ihm jedoch Zweifel an der Religionspolitik des Kurfürsten. Diese äußerte er 1666 so massiv, dass der Kurfürst ihn aus dem Dienst entließ. Fromm wandte sich ins kursächsische Wittenberg, dessen Universität von Abraham Calov und dem orthodoxen Luthertum dominiert wurde. Hier wirkte er als Dozent. Als er zum Superintendenten in Altenburg bestimmt wurde, zog er jedoch vor Amtsantritt mit seiner Familie nach Prag weiter, konvertierte zum katholischen Glauben, der ihn schon früher auf Reisen beeindruckt hatte, und wurde am 19. Mai 1668 in der Jesuitenkirche von Mathias Tanner in die katholische Kirche aufgenommen. Er empfing die Weihen und wurde Dekan. Seine Frau und seine Kinder bezogen eine Wohnung in einem Klostergebäude. 1671 erhielt er ein Kanonikat am Domstift in Leitmeritz. 1681 trat er in das Prämonstratenserkloster in Strahov ein, wo er 1683 starb.
Nachdem er zum katholischen Glauben konvertiert war, polemisierte Fromm heftig gegen die protestantischen Konfessionen. Seine umfangreiche Rechenschaftsschrift zog zahlreiche Entgegnungen (u. a. von Konrad Tiburtius Rango und Christian Kortholt dem Älteren) nach sich.
Auf dem Gebiet der Musik sind lediglich drei Kompositionen von Fromm überliefert. Von Bedeutung ist die schon 1649 in Stettin entstandene Evangelienmusik Actus musicus de Divite et Lazaro („Vom reichen Mann und armen Lazarus“). Das Werk wird in älterer Literatur als das „erste deutsche Oratorium“ beschrieben, tatsächlich verwendete Fromm diesen Begriff nicht, andererseits existieren einige ältere als deutsche Oratorien zu betrachtende Werke, darunter von Heinrich Schütz. In diesem Werk fesselten ihn vor allem volksnahe musikalische Ausmalungen von Alltagsvorgängen; zu nennen sind hier das Sauflied, die Höllenfahrt, Kirchenlieder mit Sologambe und Choralphantasien. Ebenfalls zählt Fromm – neben Martin Friedrich Seidel und Nikolaus von Zitzewitz – zu den Personen, die als wahre Verfasser der „Lehninschen Weissagungen“ vermutet werden.

## Literarische Gestaltung
Theodor Fontane zeichnet im ersten Band seiner Wanderungen durch die Mark Brandenburg (1862) ein umfangreiches Porträt von Andreas Fromm, seinen Konflikten und Beweggründen.

## Werke

### Schriften (Auswahl)
- Dialogus Pentecostatis, Das ist ein geistliches Pfingstgespräch. Stettin 1649.
- Synopsis Metaphysica: Qua Exercitationes Metaph. ante septennium in Paedag. Stetin. typis traditae ab ipso autore in Compendium, plenum tamen, & quod ad altiora tendentibus sufficere possit, contrahuntur. Berlin 1658.
- Wiederkehrung zur Catholischen Kirchen. Davon er die Historiam und motiven in Druck zu geben nötig erachtet. Prag 1668; urn:nbn:de:bvb:12-bsb11294819-6.

### Kompositionen
- Vom reichen Manne und Lazaro. Actus musicus de divite et Lazaro. Danzig 1649.
  - Hrsg. von Hans Engel (= Denkmäler der Musik in Pommern. 5). Bärenreiter, Kassel 1936.